# 道拉吉里峰

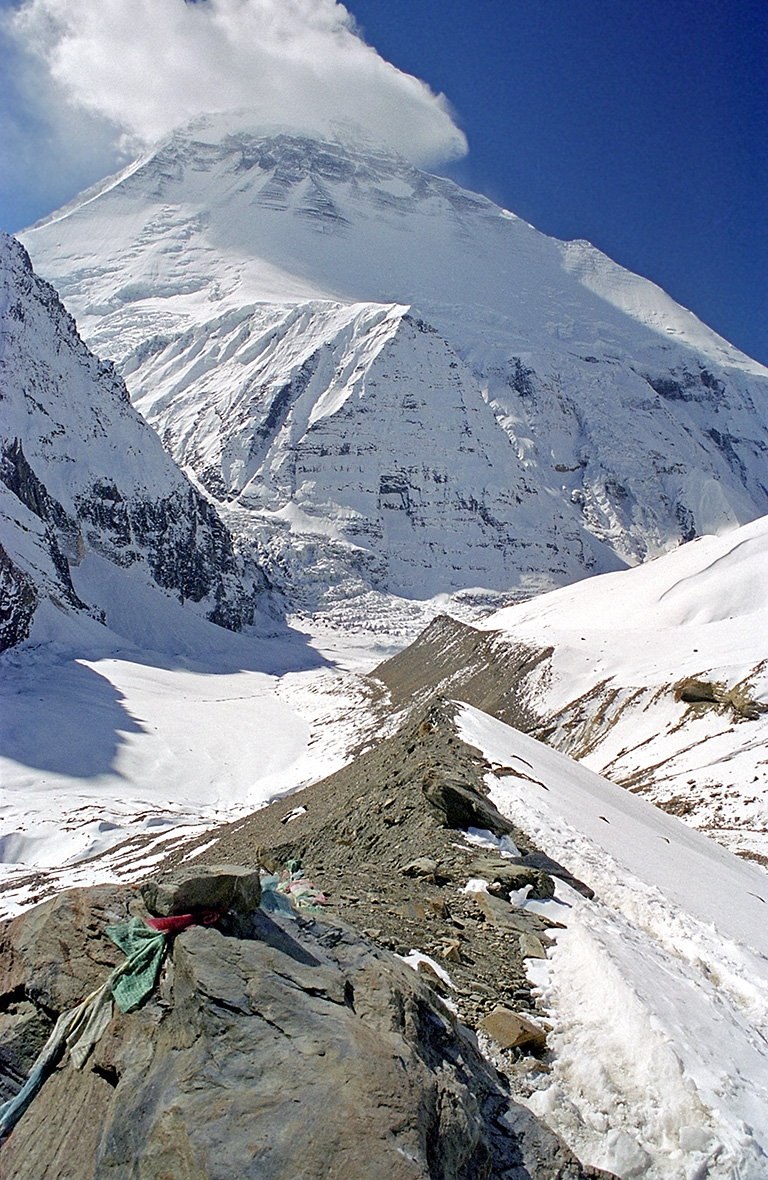

道拉吉里峰（梵語，羅馬化：Dhaulāgiri / Dhavalāgiri，意為「潔白之山」或「壯麗之山」）位于喜马拉雅山脉中段尼泊尔境内，海拔8,167米，是世界第七高峰。

## 地理
从印度平原向北望去，大多数海拔8000米的山峰常被近处的山峦遮挡，但在天气晴朗时，道拉吉里峰从比哈尔邦北部即可清晰可见，甚至在更南边的北方邦戈勒克布尔也能看到。1808年，“大三角测量”计算显示，道拉吉里峰是当时测量到的最高山峰。这一地位维持到了1838年，由干城章嘉峰取而代之，之后在1858年又被珠穆朗玛峰超越。
道拉吉里I峰位于以其命名的山脉最东端。它从低地骤然拔起，几乎无与伦比——从东南方向的卡利甘达基河起高达7000米，而其南面和西面岩壁更是陡峭上升超过4000米。正因其强烈的垂直落差，尽管它距离卓奥友峰和珠穆朗玛峰更近，道拉吉里却是尼泊尔境内唯一一座“主峰”为乔戈里峰的8000米级山峰，而乔戈里峰距其1031公里之外。该山系中另一座著名山峰古尔加喜马尔的南坡也同样令人惊叹。
道拉吉里峰山顶的岩层（与珠穆朗玛峰类似）由石灰岩和白云岩组成，最初形成于海洋底部。而喜马拉雅其他的8000米山峰的山顶则主要由深埋地下形成的花岗岩构成。